# Hận tình không quên
Hận tình không quên (Carmela: Ang Pinakamagandang Babae sa Mundong Ibabaw) là một bộ phim truyền hình Philippines được phát sóng bởi GMA Network với sự tham gia của hai diễn viên chính Marian Rivera và Alden Richards. Bộ phim phát sóng vào ngày 27 tháng 1 năm 2014 trên kênh Genesis và trên toàn thế giới thông qua kênh GMA Pinoy TV vào 28 tháng 1 năm 2014. Bộ phim kết thúc vào ngày 23 tháng 5 năm 2014 bằng kênh Niño trong 17 tuần phát sóng với tổng cộng 83 tập.  Bắt đầu từ 11 tháng 11 năm 2015 phim lại được phát sóng thông qua kênh GMA Life TV trên toàn thế giới.

## Diễn viên

### Diễn viên chính
- Marian Rivera - Carmela Fernandez / Catarina Bulaong
- Alden Richards - Santiago "Yago" Torres Flores

### Diễn viên phụ
- Agot Isidro - Amanda Fernandez
- Jaclyn Jose - Patricia "Trixie" Torres
- Rochelle Pangilinan - Yolanda "Yolly" Montesilva
- Raymond Bagatsing - Dante Hernando
- Roi Vinzon - Mayor Fernando Torres
- Laurice Guillen - Dra. Fides Hernando-Torres
- Freddie Webb - Mayor Ramon Corpuz
- Ana Feleo - Nida Torres
- Jennica Garcia - Alliyah Abrero
- Krystal Reyes - Janine Fernandez Torres
- Shermaine Santiago - Lily Suarez

### Diễn viên định kỳ
- Eva Darren - Lola Wagay Mener
- RJ Padilla - JP Tolentino
- Barbara Miguel - Linggit Mener
- Marc Justine Alvarez - Bambam Mener
- Sandy Talag - Sabel Mener
- Mike Lloren - Major Zaldy
- Ricky Davao - Danilo "Dan" Fernandez
- Bea Binene - Eunice

### Tham gia đặc biệt
- Mona Louise Rey - Carmela nhỏ
- Stephanie Sol - Meethi Balaguer
- Dex Quindoza
- Shyr Valdez
- G. Toengi
- Arianne Bautista
- Mike Gayoso